# Entoloma apiculatum
Entoloma apiculatum är en svampart som först beskrevs av Elias Fries, och fick sitt nu gällande namn av Machiel Evert ("Chiel") Noordeloos 1981. Entoloma apiculatum ingår i släktet Entoloma och familjen Entolomataceae.   Inga underarter finns listade i Catalogue of Life.